# Hermann Burmeister

Porträt entnommen der sogenannten Volksausgabe der „Geschichte der Schöpfung“ anno 1856

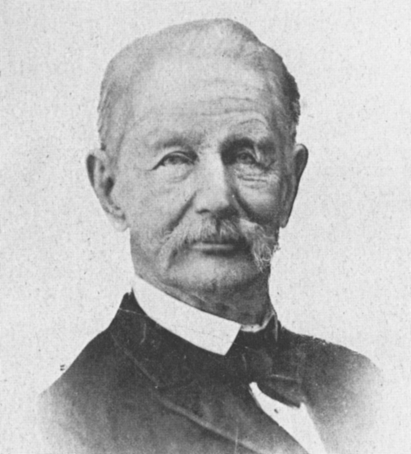
Hermann Burmeister

Carl Hermann Conrad Burmeister, auch Carlos Germán Conrado Burmeister (* 15. Januar 1807 in Stralsund; † 2. Mai 1892 in Buenos Aires) war ein deutscher Naturwissenschaftler. Er arbeitete als Geograph, Geologe, Botaniker, Ornithologe, Meeresbiologe, Entomologe, Zoologe, Paläontologe und Meteorologe und veröffentlichte fast 300 wissenschaftliche Arbeiten.
In Argentinien erwarb er sich Anerkennung und einen ähnlichen Ruf wie Alexander von Humboldt, mit dem er befreundet war. Er war in Buenos Aires Direktor des Museo Argentino de Ciencias Naturales Bernardino Rivadavia. Sein offizielles botanisches Autorenkürzel lautet „Burmeist.“

## Kindheit und Ausbildung
Carl Hermann Conrad (spätere Schriftweise auch Karl Hermann Konrad, überwiegend nur Hermann Burmeister) kam als erstes Kind seiner Eltern Christian Hermann Burmeister (* 1. Februar 1766; † 7. Dezember 1824) und Wilhelmine Christine Burmeister, geb. Freund (* 3. März 1789) im damals zu Schwedisch-Pommern gehörenden Stralsund an deren erstem Hochzeitstag zur Welt und wurde am 30. Januar 1807 in der Marienkirche getauft. Sein Vater war als Beamter im schwedischen Zolldienst beschäftigt. Die Familie wohnte in der Böttcherstraße 9.

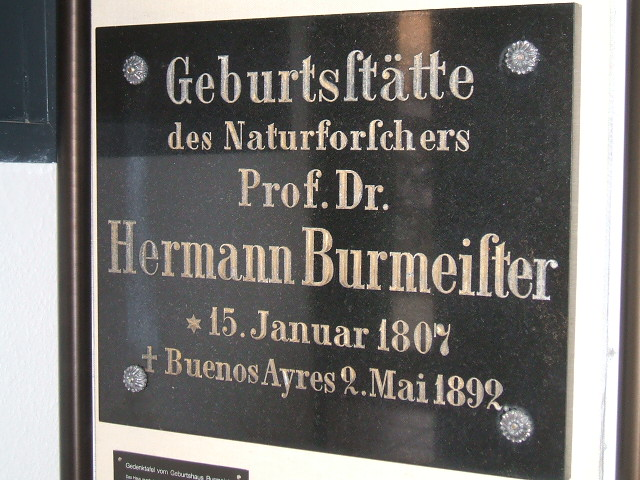
Gedenktafel am ehemaligen Burmeister-Haus, jetzt im Museumshaus in Stralsund

Sein Vater hatte für seinen Erstgeborenen den Beruf eines Kaufmanns vorgesehen. Hermann Burmeister besuchte die Schule in seiner Heimatstadt am Strelasund und ging ab 29. September 1813 auf das dortige Sundische Gymnasium. Sein Lehrer in der Quarta, Ferdinand Hasenbalg, hatte besonderen Anteil an der Gestaltung des Naturalienkabinetts des Gymnasiums (er steuerte dazu eine umfangreiche Käfersammlung bei) und damit wohl auch auf Hermann Burmeisters späteren Berufsweg. Seine Lehrer, darunter der Rektor Johann Ernst Nizze, unterstützten ihn in seinem Bestreben, Medizin zu studieren und seiner Neigung zum Sammeln von Insekten nachzugehen. Hermann Burmeister hatte mit dem Stralsunder Senator und Entomologen David Heinrich Schneider einen herausragenden Mentor, dem er später im Vorwort zu seinem Handbuch der Entomologie großen Einfluss zuschrieb: „Mit Linnés Systematik in den ersten Jahren meines entomologischen Treibens beschäftigt, lernte ich demnächst an der Hand des würdigen Senators D. H. Schneider, bekannt durch die Herausgabe eines entomologischen Magazins, das Gebäude des großen Gründers der Entomologie verstehen und würdigen ….“
Im April 1825 untersuchte er Teile eines 1825 vor Rügen gestrandeten Finnwals.
Nachdem sein Vater am 7. Dezember 1824 gestorben war, lebten Hermann Burmeister und seine Familie in ärmlichen Verhältnissen. Kurze Zeit vor seinem Abschluss des Gymnasiums geriet er zusammen mit anderen Mitschülern im Juni 1825 in einen offenen Konflikt mit dem gerade zum Rektor ernannten Karl Kirchner. Ihm sagte er in späteren Notizen nach, „alle seine Schüler werden Maschinen, somit gar nichts als höchstens Bücherwürmer, nicht geistvolle Köpfe und Menschen.“ Er verließ das Gymnasium und legte das Abitur als Externer in Greifswald ab. Im Januar 1826 wurde er an der Greifswalder Universität immatrikuliert und studierte Naturwissenschaften und Medizin. Im Wintersemester 1825/26 wurde er Mitglied der Alten Greifswalder Burschenschaft. Sein Hauptinteresse galt der Entomologie, daher wechselte er 1827 an die Universität Halle-Wittenberg, wo er am 12. Mai immatrikuliert wurde. Dort wurde er 1827 Mitglied der Alten Halleschen Burschenschaft Germania. Burmeister wurde am 4. November 1829 mit dem Thema De Insectorum systemate naturali zum Dr. med. und am 19. Dezember 1827 mit dem Thema Allgemeine Schilderung des Baues der Fische zum Dr. phil. promoviert.

## Leben und Wirken in Deutschland
Nach dem Studium ging Burmeister für kurze Zeit nach Stralsund zurück, wo er seine Mutter unterstützte. Im Mai 1830 wurde er für ein Jahr im Kaiser Franz Garde-Grenadier-Regiment im schlesischen Grünberg als Militärchirurg und in Berlin eingesetzt. Sein Wunsch, als Militärarzt in Niederländisch-Indien eingesetzt zu werden, erfüllte sich nicht, und er gab die Ausübung der praktischen Medizin auf und widmete sich fortan ganz den Naturwissenschaften. Ab 1831 war er als Naturgeschichtslehrer am Berliner Joachimsthaler Gymnasium tätig. Hier stand er auch in enger Beziehung zu Alexander von Humboldt. Er begann hier mit den Arbeiten am Handbuch der Entomologie, dessen erster Band 1832 erschien. In diesem Jahr wurde Burmeister Oberlehrer am Köllnischen Realgymnasium; 1834 habilitierte er sich und wurde Privatdozent.
In Burmeisters Zeit in Berlin fallen einige bedeutende Erscheinungen wie der Grundriss der Naturgeschichte (1833) und das Handbuch der Naturgeschichte (1837).
Als 1837 sein Hallenser Lehrer Christian Ludwig Nitzsch starb, nahm Burmeister die Berufung zum Extraordinarius an der Universität Halle-Wittenberg am 16. November 1837 an. Er übernahm in Halle auch die Leitung des an der Universität eingerichteten Museums. So baute er neben seiner erfolgreichen und beliebten Lehrtätigkeit die Sammlungen des Museums aus und legte Säle an für Säugetiere, Amphibien, Vögel, Fische und Conchylien. Seine private Insektensammlung brachte er in die Bestände des Museums ein.
1842 wurde Hermann Burmeister zum ordentlichen Professor berufen. Ein Jahr später erschien sein Werk zur Entstehungsgeschichte der Natur mit dem Titel Geschichte der Schöpfung. 1849 wurde er als Vertreter der „äußersten Linken“, wie die Allgemeine Deutsche Biographie berichtet, für den Wahlkreis Liegnitz in das Preußische Abgeordnetenhaus gewählt. Unzufrieden mit der politischen Entwicklung, zog er sich 1850 aus der Politik zurück.
Mit der Unterstützung Alexander von Humboldts, der 1804 seine eigene Reise durch Mittel- und Südamerika abbrechen musste, konnte Burmeister in den Jahren 1850 bis 1852 eine ausgedehnte Forschungsreise durch die Provinzen Rio de Janeiro und Minas Gerais in Brasilien unternehmen, von der er mit einer großen wissenschaftlichen Ausbeute am 6. April 1852 nach Halle zurückkehrte. Er unternahm während seiner Hallenser Zeit weitere Reisen nach Italien (1854, 1855) und Südamerika. Hatte er von seiner ersten Südamerikareise 800 Vögel, 200 Vogeleier, 90 Amphibien, 70 Säugetiere und 8.000 Insekten mitgebracht, waren es bei seiner zweiten Südamerikareise etwa 116.000 Objekte, darunter 100.000 Insekten.
Bei seiner Rückkehr nach Halle musste Burmeister feststellen, dass ihm kaum Anerkennung zuteilwurde. Da nach ministeriellem Erlass den Medizinstudenten die Teilnahme an den naturwissenschaftlichen Vorlesungen freigestellt war, blieben seine Vorlesungen nahezu leer. Burmeister hatte während seiner letzten Reise erfahren, dass Argentinien das Museo Público ausbauen wollte und dass der Franzose Auguste Bravard (1803–1861) das Angebot zur Übernahme der Leitung des Museums abgelehnt hatte. Somit war diese Stelle frei, und Burmeister bot sich selbst über den preußischen Gesandten in Buenos Aires, Freiherrn Friedrich von Gülich, dem argentinischen Unterrichtsminister Domingo Faustino Sarmiento an. Dieser bot ihm sofort den Posten an. Er demissierte von der Universität Halle am 13. Mai 1861. „Sein“ Museum übergab er an Ernst Ludwig Taschenberg und Christian Gottfried Giebel.
Burmeister reiste im Juli 1861 mit Ziel Argentinien ab und traf am 1. November 1861 in Buenos Aires ein.

## Leben und Wirken in Argentinien

Burmeister-Denkmal in Buenos Aires

Bei seiner Ankunft in Argentinien war der Bürgerkrieg noch in vollem Gange. Die Provinz Buenos Aires war aus den konföderierten Provinzen ausgeschieden. Domingo Faustino Sarmiento, der zwischenzeitlich Ministerpräsident gewesen war, war nicht mehr im Amt, sein Nachfolger erkannte die Berufung Burmeisters nicht an. Erst dessen Nachfolger Eduardo Costa unterzeichnete am 21. Februar 1862 die Ernennungsurkunde. Burmeister war nun Generaldirektor des Museo Público.
Burmeister gestaltete das Museum zu einem Institut von nationaler Bedeutung. Noch in seinem Buch Reise durch die La Plata-Staaten von 1861 hatte er über seine Eindrücke vom Museum im Jahr 1857 bemerkt, dass dieses „noch ziemlich unbedeutend“ sei. „Eine geschickte Verwandlung könnte daraus in wenigen Jahren eine Anstalt ersten Ranges machen.“ 1864 gab er den ersten Band der Museumszeitschrift Anales del Museo Público de Buenos Aires heraus, die schnell internationales Renommee erlangte. Im selben Jahr initiierte er die Gründung der Paläontologischen Gesellschaft.
1866 gründete Burmeister eine Bibliothek für das Museum und baute diese in den nächsten Jahren sehr umfangreich aus, da er sie als Grundlage für die wissenschaftliche Museumsarbeit sah. Sarmiento, der 1868 Präsident Argentiniens geworden war, unterstützte Burmeister weiterhin sehr. Er beauftragte ihn 1869 mit der Bildung einer naturwissenschaftlichen Fakultät an der Universität von Córdoba, der Universidad Nacional de Córdoba. Bereits am 16. Mai 1870 konnte die neue Fakultät, an ihrer Spitze als „außerordentlicher Beauftragter für Leitung und Inspektion der Fakultät der mathematischen und physikalischen Wissenschaften der Universität von Cordoba“ Hermann Burmeister, ihre Lehrtätigkeit aufnehmen. Burmeister holte Hermann Siewert, Paul Günther Lorentz, Alfred Wilhelm Stelzner, Hendrik Weyenbergh, Carl Schultz-Sellack und Christian August Vogler nach Córdoba. Auf Burmeisters Initiative wurden ein Observatorium – das erste in Argentinien – und ein meteorologisches Institut gegründet. Sein autokratischer Stil allerdings führte dazu, dass er einigen der Professoren wegen Meinungsverschiedenheiten über die Lehrtätigkeit kündigte, einige kündigten von sich aus. Burmeister trat am 1. Juli 1875 vom Amt des Direktors der Akademie zurück.
Sein Ruf in Argentinien als unermüdlicher Wissenschaftler, Forscher und Freund Argentiniens brachte ihm nun die Anerkennung, die er in seiner deutschen Heimat so sehr vermisst hatte. Zu seinem von ihm selbst inszenierten und ausführlich beschriebenen 50. Jubiläum der Doktorverleihung bekam er 1879 zahlreiche Ehrungen und Glückwünsche aus vielen Teilen der Welt. Am 1. Oktober 1884 wurde das Museum nationalisiert, was Burmeister sehr entgegenkam, wurde das Museum doch dadurch erst richtig zu dem, was er von einem Museum verlangte: Ein Museum für die gesamte Nation.
Er arbeitete bis ins hohe Alter weiter intensiv an seiner Mission, dem Museum in Buenos Aires. Dabei stürzte er am 8. Februar 1892 von einer Leiter und schnitt sich dabei eine Ader am Kopf auf. Von diesem Unfall erholte er sich nicht mehr und starb am 2. Mai 1892 in Buenos Aires. Sein Tod war ein großer Verlust für die Naturwissenschaften und für Argentinien. Er wurde am 4. Mai 1892 mit einem Staatsbegräbnis geehrt. Der argentinische Präsident Carlos Pellegrini folgte dem Sarg an der Spitze des Trauerzuges.
Viele der von ihm ausgebildeten Schüler erlangten mit ihren Arbeiten internationale Anerkennung. Francisco Pascasio Moreno (1852–1919) gründete das naturwissenschaftliche Museum in La Plata, Florentino Ameghino (1853–1911) war ab 1902 Direktor des Museums in Buenos Aires.

## Familie
Hermann Burmeister hatte vier nachgeborene Geschwister: Gustav Adolf Julius (* 31. August 1808), Carl Alexander (* 20. März 1811), Wilhelmine Elisabeth (* 21. Januar 1814) und Cäcilie Gustave (* 17. April 1822).
Burmeister war zweimal verheiratet: In Berlin heiratete er am 7. April 1836 Maria Elisabeth Sommer, Tochter des Hamburger Kaufmanns und Entomologens Michael Christian Sommer, aus dessen Sammlung er zahlreiche Exponate, insbesondere Heuschrecken und Käfer, erstmals beschrieb. Am 21. Januar 1837 brachte seine Frau den gemeinsamen Sohn Christian Hermann zur Welt. Sein zweiter Sohn mit Ehefrau Maria Elisabeth, Heinrich Adolph, wurde am 4. Juni 1839 in Halle geboren. Die Ehe wurde im Juni 1861, kurz vor Burmeisters Abreise nach Argentinien, wegen „Unverträglichkeit der Charaktere“ geschieden.
Burmeister heiratete 1865 in Tucumán die ihm von seiner zweiten Südamerikareise bekannte Petrona Louise Tejeda. Vier Kinder hatte Burmeister mit seiner zweiten Ehefrau: Carlos (* 1. April 1867), Amalia Petrona Louise (* 1868; † 11. Oktober 1891 in Stralsund), Federico (* 1875) und Gustav (Geburtsdatum unbekannt; † 1892). Seine Söhne Carlos und Federico halfen dem Vater im Museum und nahmen an seinen Reisen teil.

## Forschungsreisen
Hermann Burmeister unternahm zwei enorm erfolgreiche Forschungsreisen, die ihn von Halle nach Südamerika führten. Von diesen brachte er zahlreiche Objekte mit, die die Sammlung der Universität in Halle bereichern. Er hatte stets davon geträumt, ferne Länder zu besuchen und dort zu forschen. Zu diesem Zwecke hatte er sich nach seinem Studium für einen Einsatz als Militärarzt in den niederländischen Kolonien beworben, war aber abgelehnt worden.
Auf seinen Reisen kamen ihm sein Talent zur Beschreibung des Gesehenen und sein großes Zeichentalent sehr zu Hilfe. Er fertigte zahlreiche genaue Beschreibungen und Skizzen an, die seine gesammelten Objekte ergänzen.

### 1850–1852: Reise durch Brasilien
Alexander von Humboldt war es, der ihm 1850 zu Forschungszwecken einen Urlaub vom Lehramt an der Hallenser Universität erwirkte. Humboldt war von Burmeisters Geschichte der Schöpfung, die noch vor seinem eigenen Werk Kosmos ab 1843 erschienenen war, stark beeindruckt. Zunächst plante Burmeister eine Reise auf den Spuren Thaddäus Haenkes; aufgrund der politischen Entwicklungen in Argentinien unter Juan Manuel de Rosas musste er diesen Plan allerdings aufgeben. Von Humboldt verfasste ihm am 29. August 1850 ein Empfehlungsschreiben für seine Reise, und Burmeister begann mit den Vorbereitungen der Reise, die er nun in Brasilien beginnen wollte. Für die Reise erhielt er 2.000 Taler bewilligt.
Am 12. September 1850 begab er sich von Halle aus auf die Reise, auf der ihn sein Sohn Christian Hermann begleitete.
In Bremen stach die Expedition am 20. September 1850 mit der Brigg Gazelle in See und erreichte am 24. November 1850 Rio de Janeiro. Nach einem einmonatigen Aufenthalt dort setzte er die Reise am 21. Dezember 1850 fort. Sie führte ihn per Schiff nach São Paulo und von dort mit Maultieren weiter, begleitet durch seinen Sohn, einen aus Neufchatel stammenden Führer und einen einheimischen Jungen, über St. Antonio de Macacu, Collegio, St. Anna und Cochoeiras nach Nova Friburgo. Hier blieb Burmeister vier Monate, in denen er vorwiegend Insekten sammelte, die er direkt von hier nach Hause verschickte.
Am 9. April 1851 reiste er weiter in die Savannen und begegnete am Rio Parahyba Coroados und Puris, die er beschrieb und zeichnete. Die Expedition folgte dem Verlauf des Rio Pomba nach Villa de Pomba, wo sie am 30. April 1851 eintraf. Weiter ging die Reise nach Mariana. Dort traf Burmeister am 6. Mai 1851 ein, von dort ging es weiter entlang des Rio das Velhas über Congonhas, wo er die dort von Engländern betriebenen Goldgewinnung studierte, über Sabara nach Lagoa Santa. Hier lebte er vom 13. Mai 1851 an zunächst drei Wochen bei dem dänischen Paläontologen Peter Wilhelm Lund. Burmeister besichtigte hier u. a. die von Lund entdeckten Kalksteinhöhlen mit fossilen Skelettfunden. Auf der Rückreise verletzte sich Burmeister bei einem Unfall mit seinem Pferd das rechte Bein; der Oberschenkel war gebrochen. Er blieb daher bei Lund und trat nach weiteren drei Wochen mit Krücken den Rückweg an. Dies erwies sich bald als zu beschwerlich, sodass er vom 3. August bis zum 18. November 1851 in Congonhas blieb, bis er wieder selbst reiten konnte. Die erlittene Verletzung jedoch behinderte ihn sein Leben lang, sodass er hinkte und einen Stock benutzen musste.
Der durch die Verletzung und die schwierigen Witterungs- und Wegverhältnisse beschwerliche Rückweg führte Burmeister, seinen Sohn und einen Begleiter über Ouro Branco und Queluz nach Petrópolis. Von hier aus konnte Burmeister in einer Kutsche bis Porto de Estrella reisen und von dort per Schiff nach Rio de Janeiro, wo er am 12. Dezember 1851 anlangte. Hier hielt er sich einen Monat bei Robert Christian Avé-Lallemant auf. Am 15. Januar 1852 stach er mit dem Segelschiff Helena nach Europa in See. Diese Seereise verlief sehr unglücklich und gipfelte in einer Kollision mit einer Brigg. Das Schiff blieb dabei allerdings seetüchtig. Burmeister ging am 30. März 1852 in Falmouth von Bord. Am 6. April 1852 traf er in Halle ein.
Das sichtbare Ergebnis der Reise waren 800 Vögel, 200 Vogeleier, 90 Amphibien, 70 Säugetiere und 8.000 Insekten, die Burmeister in den Bestand des Museums einarbeitete. Zudem veröffentlichte er seine Reiseberichte Bericht über eine Reise nach Brasilien (1853), Landschaftliche Bilder Brasiliens (1853), Reise nach Brasilien (1853), Systematische Uebersicht der Thiere Brasiliens (3 Bände, 1854 bis 1856) und Erläuterungen zur Fauna Brasiliens (1856).
Nach seiner Rückkehr wurde Burmeister krank. Er war enttäuscht über die politischen Zustände in seinem Vaterland; zudem machte ihm noch immer seine in Brasilien erlittene Verletzung des Beins zu schaffen. Die giftigen Ausdünstungen in den Ausstellungsräumen ließen seinen Gesundheitszustand schlechter werden. Er unternahm in den Sommermonaten der Jahre 1854 und 1855 Reisen nach Italien, die sowohl seiner Erholung als auch seinen Forschungen dienten. Jedoch wog wohl die Sehnsucht nach Südamerika schwer. Er bemühte sich daher erneut um die Bewilligung einer weiteren Forschungsreise nach Südamerika, um das begonnene Werk fortzusetzen.

### 1856–1860: Reise durch die La-Plata-Staaten
Wieder war es Alexander von Humboldt, der Burmeister förderte. Auf dessen Wirken hin unterstützte das preußische Kultusministerium eine neue Reise. Für diese beantragte Burmeister die Zahlung von 3.000 Talern; genehmigt wurden ihm aber zunächst nur 2.500 Taler und die Benutzung der Museumsfonds. Aus Südamerika stellte Burmeister 1857 einen weiteren Antrag auf Genehmigung von Geldern; ihm wurden am 14. November 1857 3.000 Taler bewilligt und am 21. März 1859 weitere 1.000 Taler.
Am 9. Oktober 1856 schiffte sich Burmeister in Southampton ein. Der Raddampfer Tamar lief mit ihm an Bord am 2. November 1856 in Rio de Janeiro ein, wo er bis zum 1. Dezember 1856 blieb.

#### Uruguay
Nachdem seine Söhne Christian Hermann und Heinrich Adolph sowie sein Präparator Christian Anton Göring mit einem anderen Schiff in Rio de Janeiro eingetroffen waren, fuhren sie zusammen nach Montevideo. Auf der Reise von Rio de Janeiro nach Montevideo gab es offenbar ernstere Unstimmigkeiten, über die allerdings keine Aufzeichnungen vorhanden sind. Sein Präparator jedoch verließ ihn in Montevideo, da er sich „in ehrenrühriger Weise behandelt“ gefühlt hatte; auch sein Sohn Christian Hermann verließ die Exkursion kurz darauf. Burmeister engagierte als Präparatoren nunmehr zwei Franzosen, die ihn bis Mendoza begleiteten.
Er schrieb am 14. Dezember 1856 aus Montevideo an den Kurator der Universität: „Wer will, kann viel, wer nicht will, gar nichts! […] Das Leben ist doch schön – es ist nicht bloß schön, es ist für mich alles, und darum will ich es ausbeuten, damit hinter mir der Ruf bleibe, ich sei da gewesen […].“
Seine erste Exkursion von Montevideo aus hatte Mercedes zum Ziel. Am Rio Negro und seinen Nebenflüssen, dem Coquimbo, Palmitos und Sarandí erforschte er die Funde urweltlicher Tiere.

#### Argentinien
Am 31. Januar 1857 erreichte er Buenos Aires; die Stadt beeindruckte ihn sehr, trotzdem setzt er seine Reise schon am 6. Februar 1857 mit einem Schiff nach Rosario fort, von wo aus er am 26. Februar 1857 die Reise weiter über Land mit einem von der argentinischen Regierung zur Verfügung gestellten, von vier Pferden gezogenen zweirädrigen Wagen fortsetzte. Über Saladillo, Esquina de Bustos, Río Cuarto und San Luis erreichte die Expedition mach 13 Tagen Mendoza. Hier stieß sein deutscher Präparator Göring wieder zu ihm. Gemeinsam setzten sie die Reise fort; Burmeister allerdings nannte in seinen Berichten Görings Namen niemals und schrieb nur von seinem „beständigen aus Europa mitgebrachten Begleiter“.
Von Mendoza aus erkundete er bis zum 19. April 1858 Argentinien. Er beschrieb dabei auch die Stadt Mendoza und deren Umgebung auf das Genaueste.
In einem Brief vom 16. November 1857 nach Hause, beschreibt er auch das große Entgegenkommen in Argentinien seitens der Regierung und deutete an, dass er sich auch mit dem Gedanken abfinden könne, dort zu bleiben. Die von ihm beantragten weiteren Gelder wurden ihm ebenfalls im November 1857 bewilligt, sodass er seine Reise fortsetzen konnte. Am 19. April 1858 kehrte er mit einer Kutsche nach Rosario zurück und traf dort am 4. Mai 1858 ein. Von hier aus bereiste er mit einem Schiff den Río Paraná, vorbei am Fort Sancti Spiritus nach Paraná, wo er vom 12. Mai bis zum 1. November 1858 blieb und wieder die volle Unterstützung der argentinischen Behörden genoss. Einen Großteil seiner bis dahin erworbenen Sammlung sandte er mitsamt seinem Präparator Göring von hier aus nach Deutschland. Er erwarb am Ufer des Río Paraná ein Grundstück und betätigte sich als Landwirt. Die Verwaltung übergab er seinem Sohn Heinrich Adolph. Da diesem die Tätigkeit aber nicht lag, schickte ihn sein Vater im Frühjahr 1859 nach Buenos Aires. Dort betätigte sich Heinrich Adolph Burmeister erfolgreich als Kaufmann. Die Landwirtschaft war allerdings auch für Hermann Burmeister ein Misserfolg; es gab unerwartete Probleme mit den deutschen Bediensteten und dem Vieh, sodass Burmeister die Landwirtschaft am 5. Juni 1859 verkaufte und sich am 12. Juni desselben Jahres auf die Reise nach San Miguel de Tucumán begab.
Er begann die Reise in einer Kutsche über Santa Fe und Rosario weiter nach Córdoba. Hier blieb er vom 20. Juni 1859 bis zum 15. Juli 1859 und suchte in der Sierra de Córdoba nach Megatherium und Mastodonten, er fand davon allerdings nichts, dafür aber Teile von Riesengürteltieren. Seine Reise führte ihn über Santiago del Estero nach Tucumán, wo er am 25. Juli 1859 eintraf. Hier beschrieb er neben den Naturverhältnissen auch die Lederwarenherstellung und den einheimischen Wein von Cafayata. In Tucumán lernte er Petrona Louise Tejeda kennen, die er später, 1865, heiratete. Zunächst jedoch begab er sich nach sechsmonatigem Aufenthalt in Tucumán am 27. Januar 1860 über die Kordilleren auf die Reise nach Chile. Über San Fernando del Valle de Catamarca reiste er nach Copacabana. Bei einer Rast unterwegs fand er Exemplare des Cacicus americanus, die er seiner Sammlung eingliederte. Er erkrankte während dieses Reiseabschnitts an Koliken und Diarrhöe und musste die Reise daher unterbrechen. Noch geschwächt, trat er am 6. März 1859 den Ritt über die Kordilleren an. Am 15. März überschritt die Expedition den Gebirgskamm. Burmeister erreichte damit als erster Europäer Chile auf diesem Weg. Über Jorquera und Las Juntas erreichte er Copiapó, von wo er die Reise per Eisenbahn fortsetzte und am 1. April 1859 Caldera erreichte. Per Schiff ging es weiter über Lima nach Panama, wo Burmeister über einen möglichen Kanal referierte. Von hier aus fuhr er mit dem Schiff nach Southampton, wo er am 12. Mai 1860 von Bord ging und die Reise nach Halle antrat.
Burmeisters Ausbeute bestand diesmal in 852 Säugetieren, 4.600 Vögeln, 796 Reptilien, 260 Amphibien, 400 Stachelhäutern, 2.500 Weichtieren, 55 Krebsen, dazu einige Fische.
Bereits während seines Aufenthaltes hatte er Ergebnisse seiner Studien in wissenschaftlichen Zeitungen veröffentlicht. Diese fasste er später in seiner Reise durch die La Plata-Staaten (1861) zusammen.

## Ehrungen und Gedenken

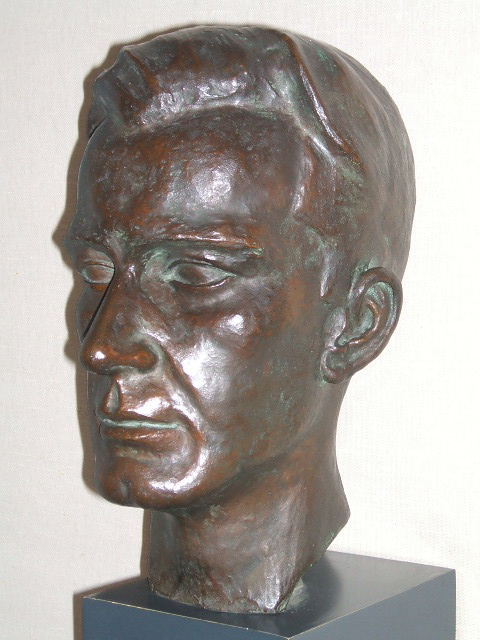
Burmeister-Büste in Stralsund

### Orden und Auszeichnungen
- Kronenorden 3. Klasse durch König Wilhelm I. von Preußen, 1879
- Orden der Rose durch Kaiser Dom Pedro II. von Brasilien, 1879

### Gedenkstätten
- Stralsund: Burmeister-Gedenkstätte im Haus Nr. 45 in der Mönchstraße, unweit seines Geburtshauses (dieses ist im Mai 1989 wegen Baufälligkeit abgerissen worden), mit von Karla Freidel gestalteter Büste, 1958
- Buenos Aires: Denkmal aus weißem Marmor im Parque Centenario, geschaffen von Richard Aigner, eingeweiht am 7. Oktober 1900 im Park des 3. Februar
- Buenos Aires: Büste aus Rosenholz im Museo Argentino de Ciencas Naturales „Bernardino Rivadavia“, geschaffen durch Richard Lügners, 1879
- Buenos Aires: Gedenkstätte mit Sarkophag im Museo Argentino de Ciencas Naturales „Bernardino Rivadavia“

### Sonstige Ehrungen
- Spitzbergen: Benennung eines Berges nach Burmeister durch August Petermann, 1871
- Erneuerung der Doktordiplome durch die Universität Halle, 1879
- Argentinien: Staatsbegräbnis am 4. Mai 1892
- Benennung einer Pflanzengattung Burmeistera Karst. & Triana aus der Familie der Glockenblumengewächse (Campanulaceae)[7]
- Benennung einer Kolibriart nach Burmeister: Rotbart-Sternkolibri (Microstilbon burmeisteri) (Sclater,PL 1888)
- Benennung eines Tyrannen nach Burmeister: Höckerfuß-Fliegenstecher (Phyllomyias burmeisteri) (Cabanis & Heine, 1859)
- Benennung des Schwarzfußseriema (Chunga burmeisteri) (Hartlaub, 1860) nach Burmeister
- Stralsund: Benennung einer Schule (19. Mai 1993) und einer Straße (1. Juli 1993) nach Burmeister
- Benennung der Trilobitengattung Burmeisteria zu Ehren von Burmeister

## Mitgliedschaften in Akademien und Gesellschaften
Hermann Burmeister war ein weltweit anerkannter Naturwissenschaftler. Er war bis zu seinem Tod 1892 Mitglied in insgesamt 41 nationalen und internationalen Akademien oder Gesellschaften:
- Deutsche Akademie der Naturforscher Leopoldina in Halle seit 1833
- Gesellschaft naturforschender Freunde zu Berlin in Berlin seit 1833
- Societas physico-medica Erlangensis in Erlangen seit 1834
- Naturforschende Gesellschaft in Halle seit 1835
- Entomological Society in London seit 1835
- Naturforschende Gesellschaft des Osterlandes in Altenburg seit 1835
- Naturwissenschaftlicher Verein in Hamburg seit 1838
- Entomologischer Verein in Stettin seit 1838
- Naturwissenschaftlicher Verein des Harzes in Blankenburg seit 1840
- Société entomologique de France in Paris seit 1841
- Königliche Akademie der Wissenschaften in Turin seit 1842
- Rheinische naturforschende Gesellschaft in Mainz seit 1844
- Zoologisch-mineralogischer Verein in Regensburg seit 1848
- Naturhistorischer Verein Lotos in Prag seit 1849
- Linnean Society in London seit 1851
- Société des sciences naturelles in Cherbourg seit 1852
- Wetterauische Gesellschaft für Naturkunde in Hanau seit 1854
- Gesellschaft für vaterländische Naturkunde in Stuttgart seit 1855
- Kaiserliche Russische Akademie der Wissenschaften in Sankt Petersburg seit 1855
- Kaiserlich-Königliche geologische Reichsanstalt in Wien seit 1856
- American Philosophical Society in Philadelphia seit 1856
- Société entomologique de Russie in Russland seit 1860
- Sociedad Nacional Argentina de Farmacia in Argentinien seit 1863
- Zoological Society of London in London seit 1863
- Anthropological Society of London seit 1864
- Royal Geographical Society in London seit 1864
- Universidad de Chile in Santiago de Chile seit 1865
- Sociedad Rural Argentina in Argentinien seit 1867
- Naturwissenschaftlicher Verein von Sachsen und Thüringen seit 1867
- National Academy of Sciences der Vereinigten Staaten seit 1867
- Kaiserlich-Königliche zoologisch-botanische Gesellschaft in Wien seit 1868
- Sociedad Mexicana de Historia Nacional in Mexiko seit 1870
- Deutsche Gesellschaft für Anthropologie, Ethnologie und Urgeschichte in Berlin seit 1872
- Société royale des sciences de Liége in Lüttich seit 1873
- Königliche Akademie der Wissenschaften in Berlin seit 1874
- Geographische Gesellschaft in Hamburg seit 1875
- Sociedad Cientifica Argentina in Argentinien seit 1875
- Gesellschaft für Erdkunde in Berlin seit 1878
- Sociedad Arquelogica de Santiago de Chile in Santiago de Chile seit 1878
- Geographische Gesellschaft in Hannover seit 1879
- Instituto Geografico Argentino in Argentinien seit 1880
- korrespondierendes Mitglied des Thüringisch-Sächsischen Vereins für Erdkunde in Halle seit 1880[8]

## Schriften
Das Werk Burmeisters ist äußerst umfangreich. Er schrieb naturwissenschaftliche Lehrbücher, Reisebeschreibungen, meeresbiologische, klimatologische und allgemeine zoologische Werke, Werke über die Säugetiere, die Entomologie, Ornithologie, Herpetologie, Paläontologe und verschiedenen weitere Werke. Seine Werke erschienen in vielen Sprachen der Welt. Sein Nachfolger als Museumsdirektor in Buenos Aires, Carlos Berg (1843–1902) führt in einer 1895 erschienenen Biographie über 280 Werke auf. Nachfolgend daher nur eine kleine, nicht repräsentative Auswahl:
- De insectorum systemate naturali. 1829 doi:10.5962/bhl.title.12279 (Dissertation)
- Grundriss der Naturgeschichte (Berlin 1833) doi:10.5962/bhl.title.37030
- Beiträge zur Naturgeschichte der Rankenfüsser (Cirripedia). G. Reimer, Berlin 1834. doi:10.5962/bhl.title.10322 doi:10.5962/bhl.title.8822
- Beschreibung einiger neuen oder weniger bekannten Schmarotzerkrebse. Breslau 1835. doi:10.5962/bhl.title.39131
- Zoologischer Handatlas (Berlin 1835–1843)
- Handbuch der Entomologie (Berlin 1832–1855; 5 Bände) doi:10.5962/bhl.title.36371 doi:10.5962/bhl.title.8135
- Grundriss der Naturgeschichte. Für Gymnasien und höhere Bürgerschulen. G. Reimer, Berlin 1836 doi:10.5962/bhl.title.37030
- Genera insectorium (Berlin 1838–1846; 10 Hefte)
- mit Christian Ludwig Nitzsch: System der Pterylographie. E. Anton, Halle 1840 doi:10.5962/bhl.title.64330
- Geschichte der Schöpfung (Leipzig 1843)
- Die Organisation der Trilobiten (Berlin 1843) doi:10.5962/bhl.title.9086
- Beiträge zur näheren Kenntniss der Gattung Tarsius. G. Reimer, Berlin 1846. doi:10.5962/bhl.title.15737
- Die Labyrinthodonten (Berlin 1849–1850; 3 Teile) doi:10.5962/bhl.title.5493
- Der fossile Gavial von Boll (Halle 1854)
- Reise nach Brasilien (Berlin 1853)
- Landschaftliche Bilder Brasiliens (Berlin 1853)
- Systematische Uebersicht der Thiere Brasiliens (Berlin 1854–1856; 3 Bände) doi:10.5962/bhl.title.13607
- Erläuterungen zur Fauna Brasiliens (Berlin 1857)
- Reise durch die La Plata-Staaten (Halle 1861; 2 Bände)
- Physikalische Beschreibung der Argentinischen Republik (Buenos Aires und Halle 1875)
- Die fossilen Pferde der Pampasformation (Buenos Aires und Halle 1875)
- Revision del género Ecpantheria. Buenos Aires 1883. doi:10.5962/bhl.title.48431